# Keith Woodall
Keith Woodall (né le 4 août 1926 et mort le 17 mai 1981 à Halifax) est un joueur canadien de hockey sur glace. Lors des Jeux olympiques d'hiver de 1956, il remporte la médaille de bronze.

## Palmarès
- Médaille de bronze aux Jeux olympiques de Cortina d'Ampezzo en 1956